# Wapen van Aarlen

Het wapen van Aarlen sinds 1819.

Het Wapen van Aarlen is het heraldisch wapen van de Belgische stad Aarlen. Hetzelfde wapen is tweemaal toegekend: voor het eerst op 18 november 1818 door de Hoge Raad van Adel tijdens het Verenigd Koninkrijk der Nederlanden en voor de tweede maal op 24 november 1841.

## Geschiedenis
Het wapen van Aarlen gaat terug op dat van het Graafschap Luxemburg, waaronder de stad sinds 1214 viel. De oudste zegel van de stad gaat terug tot 1311 en gebruikte toen een leeuw. Latere zegels tonen daarentegen geen schild maar een kasteel en poort als beeltenis, waarna het uiteindelijk duidelijk het wapen van Luxemburg is dat wordt gebruikt als wapen van de stad.

## Blazoen
Het huidige wapen heeft de volgende blazoenering:
Burelées, d'argent et d'azur, au lion de gueules à la queue fourchue, couronné d'or, brochant sur le tout, l'écu timbré d'une couronne d'or.
Van dunne dwarsbalken voorzien, van zilver en azuur, met een leeuw van keel met gevorkte staart, gekroond met goud, brocherende over het geheel, het schild is van een gouden kroon voorzien.— Leopold I van België, Arrété N° 1138.
Het uitzicht van het wapen is in vergelijking met dat van 1818 slechts licht gewijzigd geworden: enkel de tong en klauwen zijn nu keel om verwarring met het wapen van Luxemburg (waar deze van goud zijn) te voorkomen. In 1818 werd het omschreven als: "Van zilver beladen met 5 blaauwe dwarsbalken waarover een klimmenede rooden leeuw, het schild gedekt met een gouden kroon."